# لابوکووو
لابوکووو (به صربی: Labukovo) یک منطقهٔ مسکونی در صربستان است که در سورییگ واقع شده‌است. لابوکووو ۱۲۲ نفر جمعیت دارد.